# Vida bajo cero
Vida bajo cero (en inglés: Life Below Zero ) es un docu-reality que ilustra las actividades cotidianas y estacionales de seis personas que viven en áreas remotas de Alaska. Producido por BBC Worldwide, el programa comenzó 2013 en National Geographic Channel.

## Personajes
- Sue Aikens – Mujer de 54 años, única residente de Kavik a 197 millas/307 km al norte del círculo polar ártico. Su lema es “Si duele, no pienses en ello”.[2]
- Chip y Agnes Hailstone – Viven con sus siete hijos cerca del río Kobuk en Noorvik, a 19 millas/30 km al norte del círculo polar ártico. Agnes es nativa de Alaska y Chip había vivido en Kalispell (Montana).[3]
- Glenn Villeneuve – Se mudó de Burlington (Vermont) a Alaska en 1999. Vive solo en Chandalar a 65 millas/104 km al norte del círculo polar ártico.[4]
- Jessie Holmes - Vive en Nenana. Es pescador, cazador y musher. Vive solo con sus 55 perros.[5]
- Andy Bassich - Vive cerca del río Yukón[6] cerca de Aquila (Alaska) con sus 37 perros. Antes vivía en Washington D. C.
- Erik Salitan y Martha- Viven a 67 millas/107 km al norte del Círculo Polar.[7]
- Ricko DeWilde, nativo athabaskano (kutchin)